# Сто лошадей
«Сто лошадей» (кит. трад. 圖成百駿, упр. 图成百骏, пиньинь tú chéng bǎi jùn) — горизонтальный свиток шириной в 7,76 метра с изображением ста скакунов, созданный в 1728 году придворным живописцем-миссионером Джузеппе Кастильоне (известным в Китае под принятым им именем Лан Шинин (郎世宁)).
На данный момент находится в собрании Музея императорского дворца в Тайбэе; эскиз свитка, созданный около 1723—1725 годов, находится в собрании Метрополитен-музея в Нью-Йорке.

## История

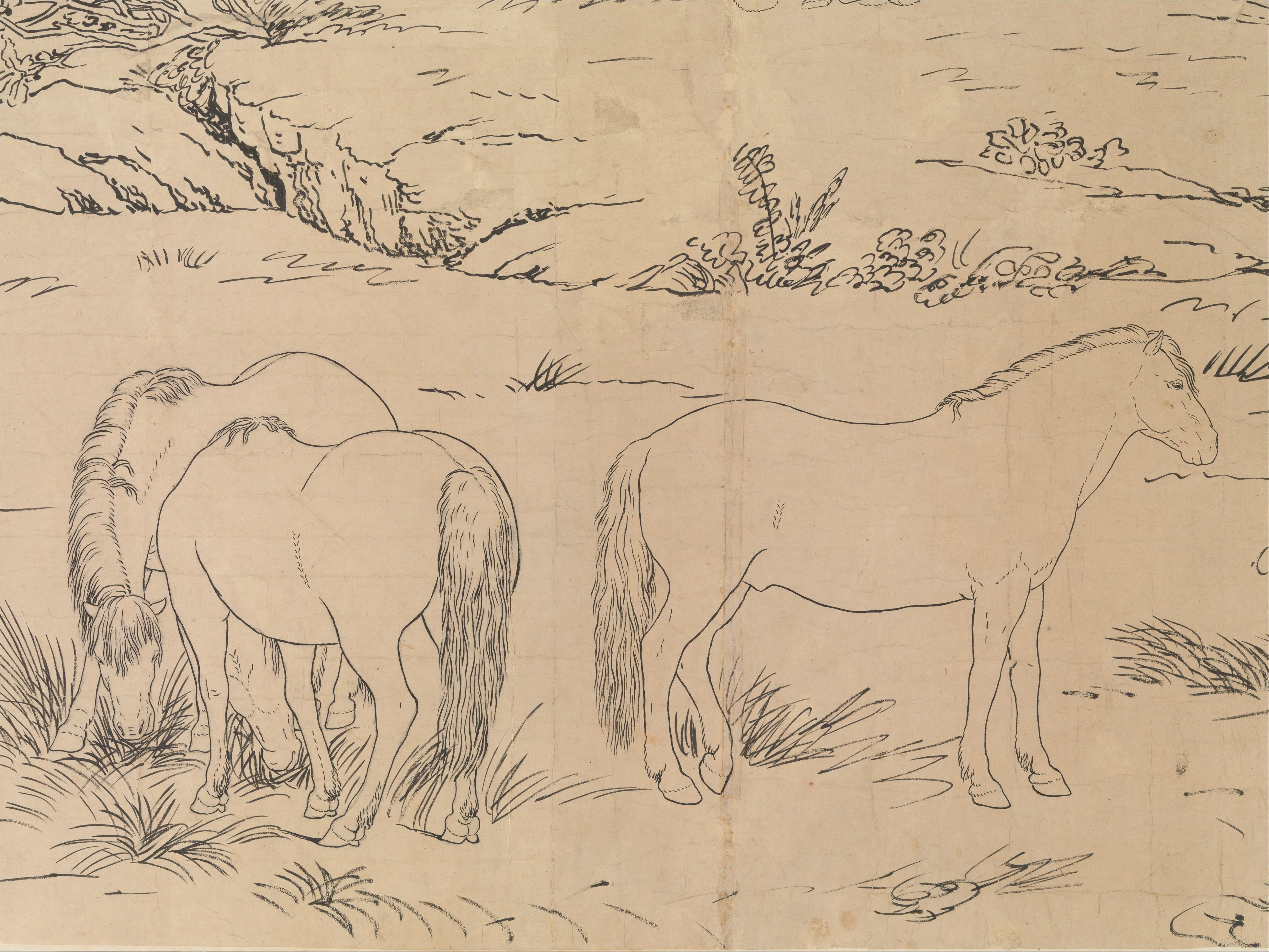
Фрагмент эскиза

В XVIII веке придворные живописцы в Китае достигли нового монументального масштаба работ и отточенности техники. Одной из главных фигур этого процесса стал приехавший в Китай из Италии миссионер-иезуит Джузеппе Кастильоне. Занимаясь монументальными работами ранее у себя на родине, мастер создал в Китае новый стиль, сочетавший в себе черты западного реализма и традиционной китайской живописи.
Художник создал свиток с сотней лошадей по заказу императорского двора в 1724 году (об этом сохранились записи в архивах), где лошади были одной из любимых тематик. Впоследствии тема лошадей стала одной из основных в творчестве Джузеппе Кастильоне, а «Сто лошадей» — его главной работой. Искусствоведы Сесиль и Майкл Бёрдлей писали, что перед созданием свитка Кастильоне был предложен образец; предположительно этим источником вдохновения стала работа Ли Гунлиня «Табун на выпасе», на которой было изображено 1200 лошадей и более 140 человек. Сам масштаб свитка предполагает европейский подход к изображению. Эскиз свитка, выполненный несколькими годами ранее, создан в традиционно европейской манере, несмотря на использование кисти. Пейзаж начертан в западном стиле, фигуры лошадей часто изображены в укороченном ракурсе, растения — при помощи спонтанных перекрёстных штрихов. Произведение было создано в 1728 году при императоре Юнчжэне. Однако по ряду причин Юнчжэн так и не увидел готовый свиток. Новый император Цяньлун, увидев свиток в 1735 году, объявил его шедевром, а Кастильоне назвал главным придворным художником.

## Характеристика
Многочисленные скакуны изображены в различных позах, некоторые из них мирно отдыхают на берегу реки, некоторые — энергично скачут. Линия горизонта находится на высоте в две трети от общей высоты изображения, что создаёт полное и объёмное восприятие пространства картины. Деревья, растительность и другие элементы пейзажа в перспективе созданы в правильных пропорциях, что способствует созданию эффекта пространства. Манера живописи Кастильоне отличается от техник традиционного искусства Китая, при помощи тёмных и светлых тонов художник создаёт объёмные предметы и светотень. Формы самих лошадей обозначены при помощи линий и цветовых областей, тем не менее Кастильоне сознательно не стал делать на лошадях более контрастные тени, смешав черты двух разнородных традиций живописи.
Движение на картине создано справа налево. На правом краю свитка изображена старая сосна. На левом краю три лошади перешли через реку, и за ними движутся все остальные. Перспектива создаётся при помощи разных планов, на всех них на разном отдалении от зрителя изображены лошади за разными занятиями. Самый дальний план передан светлыми, практически прозрачными тонами. Из новаторских черт стоит отметить полуобнажённую фигуру загонщика лошадей на дальнем плане — ранее в китайской живописи обнажённое человеческое тело не появлялось и считалось практически маргинальным. На эскизе художник изобразил две обнажённые фигуры, но в итоге из-за разных подходов к наготе в двух культурах, оставил лишь одну и ту, которая меньше бросается в глаза.
При наличии новаторских элементов, пришедших из Европы, свиток подчинён и традиционным китайским канонам. Как писал китайский каллиграфист и художник Дун Цичан (1555—1636): «Нарисованные фигуры должны смотреть и беседовать. Цветы и фрукты должны быть направлены по ветру и смочены росой. Птицы должны щебетать, животные — бежать. Общее настроение картины должно подняться выше реальных вещей… Истоки потоков должны быть ясно обозначены. При таких качествах, даже если художник не знаменит, его работу определят как работу большого мастера». На свитке присутствуют и не заполненные рисунком участки, характерные для живописи Китая. Деревья на картине изображены в китайской манере, но с применением тени. Согласно китайским канонам, у деревьев показаны корни, витиеватые и изогнутые стволы, кора походит на чешую. Выбранные для работы деревья являются буддийскими символами. Дуб — символ мужской силы, ива — символ смирения, сосна — долголетия и стойкости, клён (и его листья) — изобилия, софора — встречи с бессмертными, плодовитости и удачи. На переднем плане на корнях деревьев видны грибы линчжи, являющиеся традиционным мотивом китайской живописи и считавшиеся священными.

«Сто лошадей», свиток и эскиз
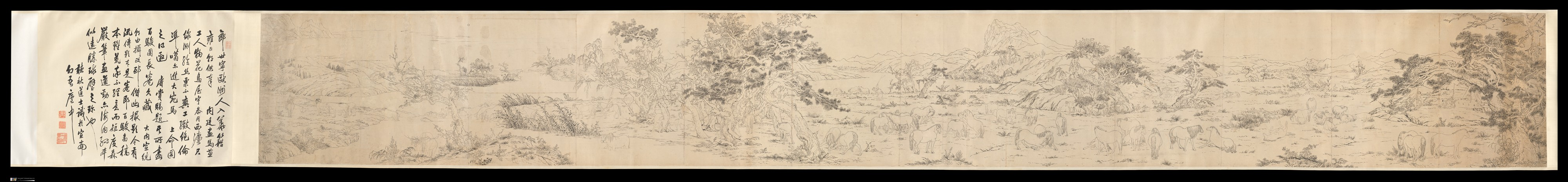